# Primal Rage
Primal Rage é um jogo de luta desenvolvido e publicado pela Atari Games, lançado originalmente para arcades em 1994.

## História
Em Primal Rage, um meteoro atinge e devasta a Terra; a tecnologia deixa de existir, a civilização é praticamente reduzida a cinzas e os seres humanos regressaram à Idade da Pedra. Neste novo mundo cheio de cicatrizes-radioativas, que os primitivos chamam de "Urth", é coberto por pântanos e várias novas espécies evoluídas.
Fora de suas classes sete criaturas emergem para distribuir a guerra pelo controle do novo mundo; ficando entre aqueles que desejam a paz em Urth e aqueles que tentam mergulhar o mundo num caos ainda maior para o seu próprio benefício. Estas criaturas possuem habilidades de outro mundo ou sobrenaturais e cada uma representa um aspecto diferente da natureza, como a vida, morte, fogo e gelo, eles são considerados deuses em seus respectivos "habitats". Há quatro bons Deuses Virtuosos e três demoníacos Deuses Destrutivos.
Categorizar os personagens desta forma, de fato, foi um erro que ocorreu durante o desenvolvimento do trading card do Primal Rage que foi distribuído durante a linha produção. O personagem Sauron, o Deus da Fome, está marcado como um "Deus Virtuoso", apesar de seu final no jogo (em que uma imagem sangrenta mostra ele devorando dezenas de seres humanos), obviamente ele deveria ser do mal. Sauron pode ser de fato neutro.

## Jogabilidade
Primal Rage é um tradicional jogo de luta bi-dimensional em que dois personagens selecionados batalham entre si em um combate um-a-um, ou um único jogador termina uma campanha de luta contra a CPU de dificuldade crescente. A batalha final do modo single player (jogador único) consiste em lutar com todos os monstros do jogo, controlados pela CPU. Um total de sete personagens estão disponíveis para os jogadores selecionarem (os personagens estão listados abaixo). Cada personagem tem o seu próprio conjunto de golpes especiais e habilidades. No jogo, o objetivo é acabar com o medidor de vida do personagem inimigo o mais rápido possível. Se o "Game Gore" (uma opção disponível em alguns consoles) estiver ligado, então o coração do personagem quando esgotado explode em sangue e se dissolve em cinzas.
Enquanto lutam, tribos humanas vagam nas proximidades e adoram os deuses durante a batalha. Isso permite que as criaturas os lancem longe, ou os comam para que recuperem energia (se o jogador comer um adorador do inimigo, este receberá pontos bônus, caso contrário, se comer um de seus adoradores, este será punido). Antes da batalha final começava um mini-jogo em que deve-se comer o máximo possível de humanos para aumentar a vida para o round de resistência. Um "easter egg" de voleibol humano podia ser ativado mantendo os adoradores no chão e golpeando-os para frente e para trás entre os personagens. Isso só é possível quando se estiver jogando no modo de 2 jogadores, porque a CPU não é programada para interagir desta forma.
Ao contrário da maioria dos jogos de luta, onde os movimentos especiais são realizados movendo o joystick e pressionando um ou mais botões, Primal Rage apresenta um sistema onde o jogador segura alguns botões e em seguida o jogador executa o movimento com o joystick. Revisões posteriores do jogo de arcade adicionaram a capacidade de realizar "movimentos especiais" da forma tradicional, movimentando o joystick e depois pressionando os botões, mas também manteve o método tradicional. Após o oponente ser derrotado, um breve momento é dado ao jogador para que esse execute o inimigo de forma mais dramática (semelhante aos Fatalities de Mortal Kombat). Embora os personagens apresentassem três movimentos "finais", a maioria deles eram "easter eggs", ou brincadeiras, como o de Vertigo "La Vache Qui Rit" (que em francês significa "a vaca rindo"), um movimento "final" em que Vertigo transforma seu oponente em uma vaca, que muge e foge.

## Personagens

### Os Deuses Virtuosos
- Armadon: O deus da vida. Armadon luta pela defesa de Urth, evitando a sua destruição pelas mãos dos Deuses Demoníacos. Ele é um dinossauro bípede com a cabeça e membros parecidos com um centrossauro, uma série de espinhos em suas costas e uma cauda cuja ponta é parecida com o clube da cauda de um estegossauro. Segundo a descrição do pacote de figurinhas de ação de Armadon, e sua espécie é a "Tristegasauratops". Armadon tem os combos mais fáceis de serem executados, porém têm um alcance curto.

- Blizzard: o deus da bondade e da virtude. Blizzard é um dos animais parecidos com macacos. Ele foi congelado em uma geleira há milênios e foi libertado pelo meteoro. Ele morava no alto de uma montanha e descia até o chão quando amedrontado. Uma nobre e heroica besta parecida com um yeti, Blizzard pretende desfazer o dano causado à Urth pelo meteoro e pelos deuses demoníacos. Muitas de suas habilidades se baseiam em gelo e frio. Blizzard é o líder dos Deuses Virtuosos, e seu poder animal, da antiga sabedoria e de mover projéteis congelados faz dele um personagem muito poderoso.

- Sauron: o deus da fome. Semelhante a um Tiranossauro, ele é o mais forte dos dinossauros, mas também é o mais lento. A imortalidade de Sauron só dura enquanto ele estiver comendo carne humana, já que a sua fome é insaciável. Apesar disso, ele não é mau, mas sim o anti-herói do grupo. Seu "Stun Roar" é um feixe de energia semelhante à respiração nuclear do Godzilla "Primal Scream", lançando um escudo de energia como um ataque ofensivo. Seus ataques "caudais" são mais fáceis de usar do que as suas mordidas.

- Talon: O deus da sobrevivência. Talon é baseado em um Deinonychosauria. Talon é o patriarca de uma enorme família de dinossauros semelhantes a ele, em que ele é o seu protetor. É por causa deles que ele entrou na guerra. Talon é o personagem mais rápido no jogo e um excelente saltador. Talon é também o menor personagem, e numerosos ataques à distância executados contra ele simplesmente passam por cima dele. Ele também é o único personagem no jogo que não tem nenhum ataque projétil.

### Os Deuses Destrutivos
- Chaos: O deus da decadência. O segundo dos dois deuses parecidos com macacos, Chaos foi outrora um cientista/pajé que se transformou em seu estado atual por acidente e foi forçado a ser preso em seu próprio lixo por eras. Entre os três Deuses Demoníacos, o Chaos é o deus mais cruel e sórdido de todos, com movimentos como "Fart of Fury" e "Power Puke". Seu fatality "Golden Shower" (onde Chaos dissolve a carne do oponente "urinando" ácido nele) foi considerado tão nojento que o jogo foi retirado do mercado e substituído por uma versão com este fatality retirado.

- Diablo: O deus do mal e da destruição. Diablo, como Sauron, é um Tiranossauro. Este maligno dinossauro pretende reduzir Urth em um pesadelo, recoberta inteiramente de magma do inferno, onde pretende saciar seu desejo de atormentar as almas do planeta por toda a eternidade. Ele é praticamente idêntico ao modelo gráfico de Sauron, embora um pouco menor e com um esquema de cores diferente. Diablo é rápido com seus pés, sendo também um excelente lutador, mas a distância é um ponto fraco nele, acertando só golpes próximos. Ele é o líder dos Deuses Destrutivos, e tem a esperança de deixar o mundo queimando em chamas durante toda a eternidade.

- Vertigo: A deusa da loucura. Vertigo é um dinossauro baseado no corpo de um dinossauro dromaeosauridae com o pescoço e cabeça que se assemelham a uma Cobra-real. Ela é única deusa disponível no jogo. Ela tem o maior alcance. O enredo do jogo diz que ela estava presa na Lua durante a queda do meteoro. Vertigo planeja escravizar o mundo inteiro para sempre, fazendo dos humanos uma raça de escravos.

## Homenagem
Como originalmente impresso em uma edição da GamePro de 1995, há evidências de que cada personagem é uma referência a um lutador do original Mortal Kombat. As características individuais, personalidade e movimentos especiais de cada personagem se assemelham ao Mortal Kombat. Armadon tem o poder da eletricidade assim como o Raiden. Blizzard possui ataques de congelamento assim como Sub-Zero. Diablo possui um Fatality em que ele assopra fogo no inimigo, derretendo a sua pele, assim como Scorpion. O chute aéreo de Talon lembra a voadora de Liu Kang. Sauron tem movimentos que produzem sombras semelhante a Johnny Cage. Vertigo projeta anéis de energia assim como Sonya. E finalmente, a natureza bárbara e o movimento de bola-de-canhão de Chaos são comparáveis ao Kano.
Além disso, o conceito de manter dois personagens com aparências quase idênticas (neste caso Sauron e Diablo, ou Chaos e Blizzard) se assemelha a de Scorpion e Sub-Zero de Mortal Kombat. Sendo outro exemplo Ken e Ryu de Street Fighter II.
Este jogo recebeu um tributo no episódio "Game Over" do Laboratório de Dexter, em que Dee Dee e Dexter jogam um paródia de Primal Rage, "Primal Fighter" em que Dexter controla um personagem muito parecido com Sauron, enquanto Dee Dee usa um parecido com Blizzard.

## Controvérsia
Como vários outros títulos de jogos sangrentos do E.U.A. da época (sendo o mais notável Mortal Kombat), Primal Rage provocou uma considerável controvérsia devido ao seu nível de violência, mostrando mortes violentas e massacres humanos ao vivo. Apesar de ter sido um jogo muito sangrento, Primal Rage foi classificado como "T" de Teen (Jovem), mas isso não impediu que os críticos falassem que ele era um jogo para Adultos como "Mortal Kombat". Para acalmar os críticos, o jogo foi retirado, reprogramado e relançado várias vezes. Versões posteriores de Primal Rage possuíam a opção "Gore/No Gore", que quando esta opção estava em "No Gore" desabilitava os Fatalities e o massacre humano, e também todo o sangue. Consoles domésticos tiveram mantidos os conteúdos originais do jogo, no entanto, gerando assim a controvérsia em torno do jogo.

## Legado
Em 1995 a Atari tinha começado a produzir uma sequela de Primal Rage, intitulada simplesmente de Primal Rage 2. O jogo, no entanto, nunca foi lançado, devido às baixas expectativas de vendas e outros problemas na produção. Na história dos personagens originais, eles foram presos e não foram capazes de lutar diretamente um com o outro, de modo que cada um escolheu um representante humano para lutar em seu nome. Estes representantes tiveram a capacidade de se transformarem na imagem de seu deus. Novos deuses também foram adicionados, como Slashfang, um lutador pré-histórico tomando a forma de um Smilodon, e Necrosan, um esqueleto vivo de um dragão, que foi cortado no primeiro jogo. Apesar de conquistarem um destaque no jogo, eles foram lançados como brinquedos.
A história de Primal Rage 2 segue os acontecimentos do primeiro jogo, revelando que o meteoro que atingiu Urth era na verdade um ovo guardando o dêmonio-dragão Necrosan, um monstro terrível destinado a destruir Urth. Para proteger o mundo, os deuses se unem contra Necrosan, mas são derrotados na batalha que se seguiu, presos em uma semi-suspensa animação. Os deuses então criam avatares humanos para si mesmos, combatendo o demoníaco Necrosan para libertá-los e batalharem contra Necrosan.
Quando Primal Rage 2 foi cancelado, a Atari sentiu a necessidade de mostrar a história da sequela de outra forma. Assim em 1997, um romance chamado Primal Rage: The Avatar foi lançado, escrito por John Vornholt.